# 世界警察
世界警察是一個非正式的政治術語，是指實行干預主義、侵略主義或帝國主義的外交政策的政治制度或政府，有能力以其強大的国力维持国际秩序，干涉其他主权国家的超级大国。這個術語首先使用於指代英国，自1945年以後使用於指代美国，美國從1990年代冷戰結束以來，其霸權一直影響著全球政治格局。然而，「霸權」和「世界警察」這兩個術語的含義並不完全相同，前者定義在全球任何地方擁有進行主導控制的能力；後者可能還包括實施小或大範圍的外部控制，以及監視和嘗試執行的企圖，但沒有定義任何級別的有效力。
有些國際評論員猜測，中國正在試圖接管「世界警察」的角色，因為中國政府試圖控制國際航海通道，保護其海外工人和利益；並且，被披露在世界各地設立「警察站」，以不合法手段避開國家與國家之間，應該尋求正式管道的警務和司法合作，國際部署不斷擴張域外執法行動。

## 在國際法中
国际法中並不承認「世界警察」，從國際關係理論上而言，主權國家的地位一律平等，基於「平等者之间不存在统治权」的法律原則，國家與國家之間不存在管轄權，互不支配，儘管實際上某些國家比其他國家更加強大。

## 與國家警察的比較
警察作為政府的暴力機器，其權力在國內會受到法律約束和限制，但在國家之間的情況正好相反。
罗伯特·皮尔爵士針對警務提出的皮爾原則，包括：在公眾同意的情況下，有責任預防犯罪、維護和平和法律，並儘量減少使用武力和克制；公正行事；並且不篡奪司法機關的權力。後一項標準的要求，即是无罪推定原则。國家警察的招募和晉升候選人，是會根據功績而擇優錄用，而「世界警察」是自認為的「因為沒有更好的選擇」（faute de mieux），其不得不插手干涉以防止情況惡化。
警察在國家內部對暴力的壟斷是常態，他們可能攜帶武器，不過很少有人這樣做，但在美國是個例外，促使查爾斯·萊恩發出疑問「是否一個正常國家」（really a state）。而在國際上，「世界警察」是近兩百個國家中的一個全副武裝的國家。
如果「世界警察」的角色被賦予利己的擴張主義國家，將會是代表著利益衝突。國家以最大的武力發動戰爭，從事軍火銷售，並且形成聯盟，因此缺乏公正性。

## 歷史
19世紀，大英帝國通過西非艦隊，努力結束奴隸貿易。1827年，英法俄三國聯合干預希臘獨立，並在纳瓦里诺海战中摧毀土耳其艦隊。1854年，英法聯合阻止俄國摧毀奥斯曼帝国，並在克里米亚战争促使俄國從被圍困的摩達維亞、瓦拉幾亞和塞瓦斯托波爾撤軍。
1914年至1945年期間，隨著英國實力的下降，沒有一個國家成為霸權國家，但其仍然在世界範圍內發揮著非常重要的領導作用，並且出現諸如美國、大日本帝国、納粹德國和苏联等後來崛起的大國。在多極體系和责任分散的時代，法西斯獨裁者的興起使得歐洲陷入兩次世界大戰。根據理查德·J·埃文斯的說法，「當時的專制德國對民主英國的挑戰，堪比現在專制中國對民主美國的挑戰。」
1945年至1990年，世界局勢由蘇聯和美國主導，即是眾所周知的冷戰時期。
1947年的杜鲁门主义承諾，向反共盟友提供援助。「中立法被廢除......這是一個進攻性和平政策的時代，標誌著美國開始擔任世界警察的角色。」冷戰結束之後，「敵人是恐怖主義，而不是共產主義。」但於1993年對索马里進行災難性干預後，美國不願對波斯尼亞和卢旺达進行人道主義干預。
2003年以美國為首的入侵伊拉克行動，官方宣稱是搜尋大规模杀伤性武器的任務，但有些評論認為，這是一項對不可告人、不道德動機的非法掩護，目的是需要確保美國基地、石油供應和關鍵盟國的忠誠度。
自此之後，社會評論對美國在海外干預伊拉克、利比亚和叙利亚的有效性，提出破壞穩定的嚴重質疑。隨著21世紀發展，全球治安的道德性越來越受到質疑，發生干預的國家不可避免地會喪失自決權。此外，隨著出現威脅全球安全的非國家武裝集團，諸如一般战争法的先前法律依據，其管轄權能亦受到質疑。2013年9月10日，美國總統奧巴馬贝拉克·奥巴马針對叙利亚内战發表講話，表示「美國不是世界警察......但是，當我們可以通過適度的努力和風險，來阻止兒童被毒氣致死，從而使我們自己的孩子從長遠來看更安全時，我相信我們應該採取行動。」

## 另見
- 四警察
- 聯合國安全理事會
- 聯合國維持和平行動部轄下的聯合國警察（英语：United Nations Police）
- 超級強國
- 自由国际秩序
- 勢力範圍
- 霸權
- 国际法
- 不结盟运动
- 不列颠治世
- 美利堅治世
- 皮爾原則（英语：Peelian principles）
- 極化 (國際關係)（英语：Polarity (international relations)）
- 强权政治
- 超級大國崩潰（英语：Superpower collapse）
- 修昔底德陷阱
- 世界和平
- 世界政府
- 核心國家（英语：Core countries）
- 美国外交政策
- 中国外交政策（英语：Foreign policy of China）
- 美國賤隊：世界警察，一部諷刺「世界警察」概念的美國電影
- 歐洲憲兵（Gendarm Europas）

## 延伸閱讀
- Bokat-Lindell, Spencer. "Is the United States Done Being the World’s Cop? The New York Times July 20, 2021 （页面存档备份，存于）
- Knotter, Lucas. "Contemporary Humanitarian Intervention: Beyond Rules-Based International Order." Human Rights in War (2020) pp: 1-22.
- Seybolt, Taylor B. Humanitarian military intervention: the conditions for success and failure (SIPRI Publication, 2007). online （页面存档备份，存于）
- Tomorrow, the World: The Birth of U.S. Global Supremacy (Harvard UP, 2020),focus on 1940-1945
- Wertheim, Stephen. "A solution from hell: the United States and the rise of humanitarian interventionism, 1991–2003" Journal of Genocide Research (2010)  12:3-4, 149-172, DOI: 10.1080/14623528.2010.522053